# László Trócsányi
László Trócsányi (ur. 6 marca 1956 w Budapeszcie) – węgierski prawnik, dyplomata i nauczyciel akademicki, sędzia sądu konstytucyjnego, w latach 2014–2019 minister sprawiedliwości, poseł do Parlamentu Europejskiego IX kadencji.

## Życiorys
Ukończył w 1980 studia prawnicze na Uniwersytecie im. Loránda Eötvösa w Budapeszcie. W 1980 zatrudniony w parlamentarnej bibliotece, od 1981 do 1988 był badaczem w instytucie studiów prawniczych Węgierskiej Akademii Nauk. W 1985 po zdanych egzaminach dołączył do stołecznej izby adwokackiej, praktykując od tego czasu w zawodzie. Od 1989 związany z Uniwersytetem w Segedynie jako nauczyciel akademicki, w 2000 objął stanowisko profesora i dziekana, w 2004 został dyrektorem uniwersyteckiego centrum studiów europejskich.
W 2000 zaangażował się w działalność dyplomatyczną. Przez cztery lata sprawował urząd ambasadora Węgier w Belgii z jednoczesną akredytacją w Luksemburgu. W 2007 Zgromadzenie Narodowe powołało go w skład sądu konstytucyjnego. Ustąpił z tego stanowiska w 2010 w związku z nominacją na ambasadora Węgier we Francji. Placówką tą kierował do 2014. 6 czerwca tego samego roku w trzecim gabinecie Viktora Orbána objął stanowisko ministra sprawiedliwości. 18 maja 2018 pozostał na dotychczasowej funkcji ministerialnej w kolejnym rządzie lidera Fideszu.
W wyborach w 2019, będąc liderem listy wyborczej koalicji Fidesz-KDNP, uzyskał mandat deputowanego do Europarlamentu IX kadencji. W związku z tym z końcem czerwca tegoż roku odszedł z funkcji rządowej. W 2019 był także węgierskim kandydatem na członka nowej Komisji Europejskiej; kandydatura ta została jednak zablokowana przez Komisję Prawną PE zarzucającą mu istnienie konfliktu interesów.
W 2022 objął stanowisko rektora uczelni Károli Gáspár Református Egyetem.

## Odznaczenia
Odznaczony orderem Palm Akademickich (1996) i Orderu Leopolda II II klasy (2002).